# Сьомаки (Шепетівський район)
Сьомаки́ — село в Україні, у Берездівській сільській громаді Шепетівського району Хмельницької області. Населення становить 466 осіб.

## Географія
Село розташоване на сході колишнього Славутського району, в межах Ганнопільського плато, яке є частиною Волинської височини, на річці Корчик., за 27 км від міста Славута та за 4 км від автошляху автошляху Т 1804 Корець-Славута-Антоніни.
Сусідні населені пункти:

## Історія
В кінці 19 століття в селі було 95 дворів, дерев'яна церква з 1790  року з такою ж дзвіницею, оновлена в 1876 році, а в 1886 році пофарбована зовні. Церковно-приходська школа з 1867 року, розташовувалась в громадському домі з утримаманням від громади 50 рублів 50 копійок, з яких вчитель отримував 35 рублів на рік. Вчителем був селянин з Дякова Дмитро Слюсарчук, який закінчив народне училище. Учнів
станом на 1890 рік було 26, серед яких не було жодної дівчини.
Село належало до заславського ключа маєтків князів Сангушків. Копії метричних книг зберігались з 1861 року, а сповідальні відомості з 1827 року. Землі складалися: маєткок — 1 десятини 1200 сажнів, орної землі та сінокосу — 33 десятини 64 сажнів, всього 54 десятини 1264 сажнів.
У 1906 році село Хоровецької волості Ізяславського повіту Волинської губернії. Відстань від повітового міста 40 верст, від волості 5. Дворів 129, мешканців 809.
7 (20) листопада 1917 року, відповідно до Третього Універсалу Української Центральної Ради, увійшло до складу Української Народної Республіки.
12 червня 2020 року, відповідно до розпорядження Кабінету Міністрів України № 727-р «Про визначення адміністративних центрів та затвердження територій територіальних громад Хмельницької області», увійшло до складу Берездівської сільської громади.
19 липня 2020 року, в результаті адміністративно-територіальної реформи та ліквідації Славутського району, село увійшло до складу Шепетівського району.

## Населення
Згідно з переписом УРСР 1989 року чисельність наявного населення села становила 521 особа, з яких 240 чоловіків та 281 жінка.
За переписом населення України 2001 року в селі мешкало 455 осіб.

### Мова
Розподіл населення за рідною мовою за даними перепису 2001 року:
| Мова       | Відсоток |
| ---------- | -------- |
| українська | 98,71 %  |
| російська  | 1,29 %   |

## Символіка
Затверджена 15 жовтня 2015 року рішенням № 2 LII сесії сільської ради VI скликання.

### Герб
Щит поділений вилоподібним хрестом. На першій золотій частині червоне гроно калини з зеленими листками. На другій зеленій частині три золоті дубові листки з двома жолудями. На третій лазуровій частині срібний гриб з золотою шапочкою. Щит вписаний в золотий декоративний картуш і увінчаний золотою сільською короною. Унизу картуша напис «СЬОМАКИ».
Дубові листки з жолудями і гриб — символ дубових лісів, багатих на білі гриби, серед яких виникло село. Калина — символ Батьківщини. Корона з колосків означає статус поселення.

### Прапор
Квадратне полотнище складається з двох рівновеликих вертикальних смуг — древкової зеленої і синьої. На зеленій смузі три жовті дубові листки з двома жолудями, на синій білий гриб з жовтою шапочкою. Від верхніх кутів до середини прапора відходить жовтий клин, на якому червоне гроно калини з зеленими листками.